# Lok-Sabha-Wahlkreis Arakkonam
Der Lok-Sabha-Wahlkreis Arakkonam ist ein Wahlkreis bei den Wahlen zur Lok Sabha, dem Unterhaus des indischen Parlaments. Er liegt im Bundesstaat Tamil Nadu, besteht seit 1977 und umfasst den Ostteil des Distrikts Vellore sowie einen kleineren Teil des Distrikts Tiruvallur. Der Wahlkreis trägt seinen Namen nach der Stadt Arakkonam.
Bei der letzten Wahl zur Lok Sabha waren 1.401.545 Einwohner wahlberechtigt.

## Letzte Wahl
Die Wahl zur Lok Sabha 2014 hatte folgendes Ergebnis:
| Kandidat              | Partei                | Stimmen |
| --------------------- | --------------------- | ------- |
| G. Hari               | AIADMK                | 45,3 %  |
| N. R. Elango          | DMK                   | 23,2 %  |
| R. Velu               | PMK                   | 21,5 %  |
| R. Rajesh             | INC                   | 5,2 %   |
| Sonstige              | Sonstige              | 3,8 %   |
| Keiner der Kandidaten | Keiner der Kandidaten | 1,0 %   |

## Wahl 2009
Die Wahl zur Lok Sabha 2009 hatte folgendes Ergebnis:
| Kandidat           | Partei   | Stimmen |
| ------------------ | -------- | ------- |
| S. Jagathrakshakan | DMK      | 48,7 %  |
| R. Velu            | PMK      | 35,8 %  |
| S. Sankar          | DMDK     | 9,6 %   |
| Sonstige           | Sonstige | 5,9 %   |

## Bisherige Abgeordnete
| Wahl | Name               | Partei | Stimmen |
| ---- | ------------------ | ------ | ------- |
| 1977 | O. V. Alagesan     | INC    | 52,4 %  |
| 1980 | A. M. Velu         | INC(I) | 60,8 %  |
| 1984 | R. Jeevarathinam   | INC    | 52,2 %  |
| 1989 | R. Jeevarathinam   | INC    | 42,8 %  |
| 1991 | R. Jeevarathinam   | INC    | 53,9 %  |
| 1996 | A. M. Velu         | TMC(M) | 59,0 %  |
| 1998 | C. Gopal           | AIADMK | 51,6 %  |
| 1999 | S. Jagathrakshakan | DMK    | 47,7 %  |
| 2004 | R. Velu            | PMK    | 49,9 %  |
| 2009 | S. Jagathrakshakan | DMK    | 48,7 %  |
| 2014 | G. Hari            | AIADMK | 45,3 %  |

## Wahlkreisgeschichte

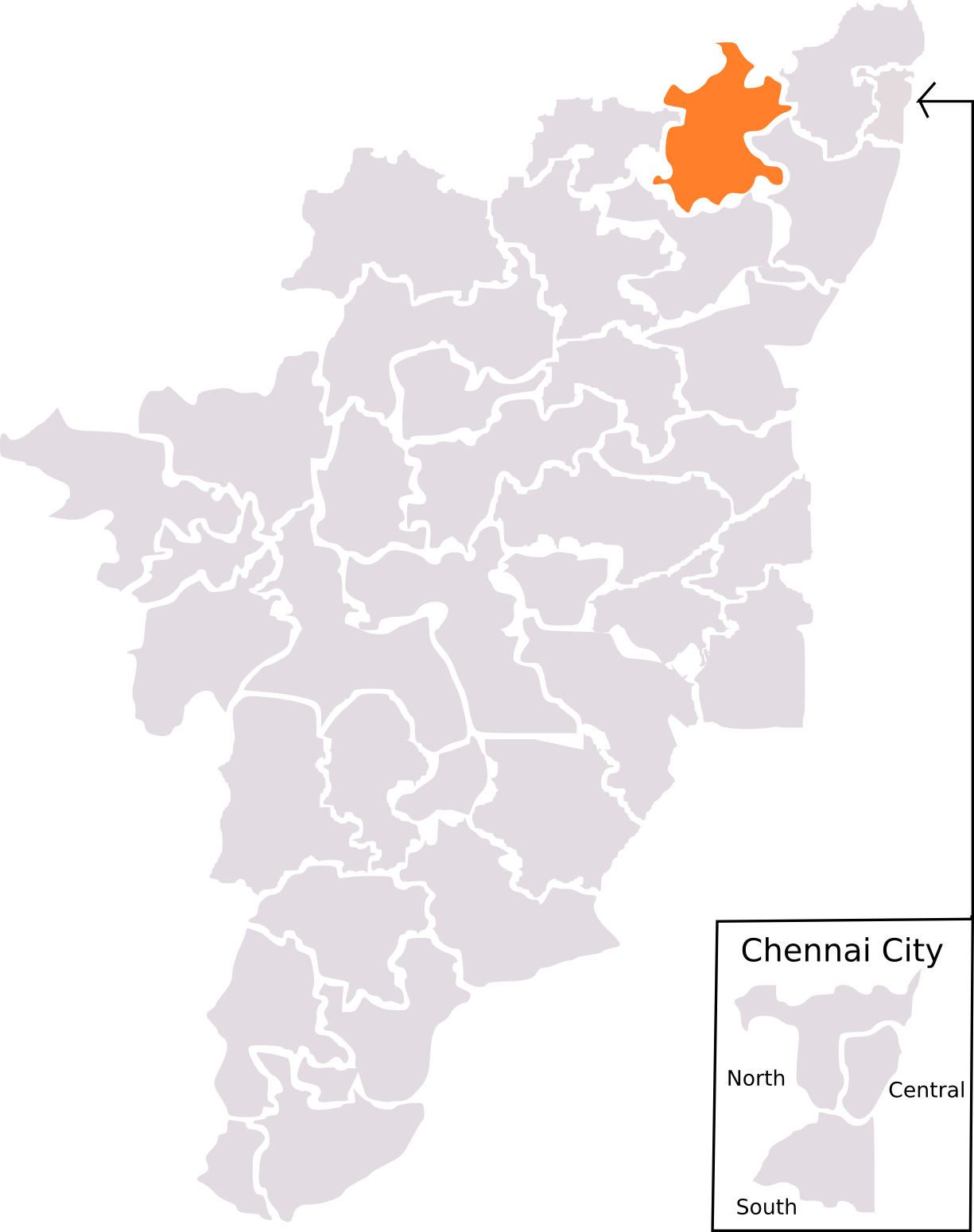
Der Wahlkreis Arakkonam bis 2004

Der Wahlkreis Arakkonam besteht seit der Lok-Sabha-Wahl 1977. Vorgängerwahlkreis war der Wahlkreis Tiruttani. Im Zuge der Neuordnung der Wahlkreise im Vorfeld der Lok-Sabha-Wahl 2009 wurde der Zuschnitt des Wahlkreises geändert. Er gab dabei einen kleineren Teil seines Gebiets an den neugegründeten Wahlkreis Arani ab.